# Parque nacional del Vikos-Aoos

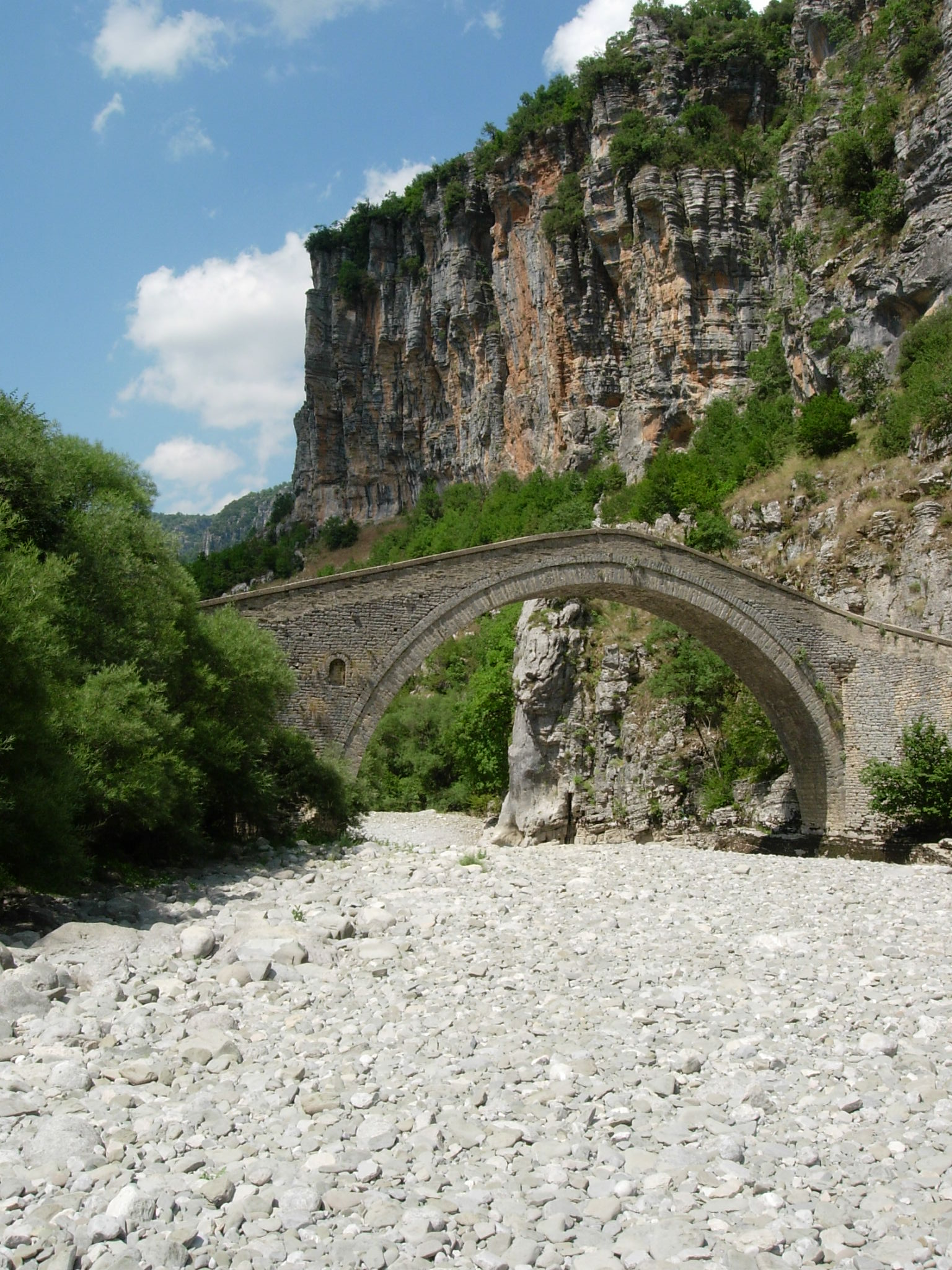
Puente otomano sobre el Vikos.

El Parque nacional Vikos-Aoos (griego: Ethniko Drymo Vikos-Aoos) se encuentra en el área de Vikos Ravine, periferia de Epiro (Grecia). Comprende cerca de 12.600 hectáreas e incluye el monte Tymfos. Fue declarado parque nacional en 1973.
Entre los animales que pueblan en parque se incluyen los siguientes: osos, zorros y venados, así como diversas especies de aves. Sus forestas principales están compuestas de árboles frondosos de diversas especies. Sus ríos están poblados especialmente con truchas.